# نام جون پایک
نام جون پایک (به کره‌ای: 백남준) (زاده ۲۰ ژوئیهٔ ۱۹۳۲ – درگذشته ۲۹ ژانویهٔ ۲۰۰۶) هنرمند آسیایی اهل کره جنوبی است. او با انواع رسانه‌ها کار کرده و به عنوان بنیانگذار هنر ویدئویی شناخته می‌شود.

## هنر
نام جون پایک یکی از نخستین هنرمندانی بود که در هنر خود از فناوری استفاده کرد. ایده‌های هنری او و آینده‌ای که کرده بود بسیار جلوتر از دوره زندگی او بودند. او در هنر خود فناوری‌های پوشیدنی، ارتباطات تصویری (با تلفن تصویری)، پزشکی از راه دور (پزشکی تلویزیونی)، خرید آنلاین (خرید و فروش با تلویزیون) را پیش‌بینی کرد. او همواره تلاش داشت هنر سطح بالا را به زندگی روزانه، نزدیک کند.
نام جون پایک در سال ۱۹۷۶ (میلادی) اصطلاح شاهراه الکترونیک را مطرح کرد. او با این اصطلاح می‌خواست نشان دهد که در عصر ارتباطات، ارتباط بین مردم گسترش یافته و مردم می‌توانند مشکلات یکدیگر را حل کنند. در نتیجه مردم سراسر جهان به یکدیگر نزدیک شده و درک بیشتری از هم پیدا می‌کنند و با اینکار از جنگ، پیشگیری می‌شود.
نام جون پایک در سال ۱۹۸۴ (میلادی) نخستین پخش ویدیویی را با کمک ماهواره انجام داد. او همچنین با ساخت جعبه‌های تلویزیون به شکل انسان، تلاش کرد فناوری را به زندگی روازنه مردم، نزدیک‌تر کند. زیرا در دوره زندگی او، فناوری، پیشرفته نبود و تنها شمار کمی به آن دسترسی داشتند.
نام جون پایک در برخی کارهای تصویری خود تلاش می‌کرد که خود مخاطب را نیز در کار هنری، همراه کند. یعنی مخاطب، بخشی از اثر هنری می‌شود.
نام جون پایک با هنرمندان گوناگونی از دیوید بویی همکاری می‌کرد.